# Kelly Liggan
| Posities op de WTA-ranglijst Positie per einde seizoen: \| jaar \| rang enkelspel \| rang dubbelspel \| \| ---- \| -------------- \| --------------- \| \| 1998 \| 438 \| 309 \| \| 1999 \| 366 \| 229 \| \| 2000 \| 238 \| 199 \| \| 2001 \| 252 \| 164 \| \| 2002 \| 213 \| 120 \| \| 2003 \| 211 \| 166 \| \| 2004 \| 267 \| 158 \| \| 2005 \| 287 \| 268 \| \| 2006 \| 209 \| 263 \| \| 2007 \| 275 \| – \| \| 2008 \| 482 \| – \| \| 2009 \| 768 \| – \| |                |                 |
| jaar | rang enkelspel | rang dubbelspel |
| 1998 | 438            | 309             |
| 1999 | 366            | 229             |
| 2000 | 238            | 199             |
| 2001 | 252            | 164             |
| 2002 | 213            | 120             |
| 2003 | 211            | 166             |
| 2004 | 267            | 158             |
| 2005 | 287            | 268             |
| 2006 | 209            | 263             |
| 2007 | 275            | –               |
| 2008 | 482            | –               |
| 2009 | 768            | –               |

Kelly Liggan (Spanje, 5 februari 1979) is een voormalig tennisspeelster uit Spanje, die uitkwam voor Ierland. Haar vader Raymond is geboren in Dublin. Liggan begon met tennis toen zij dertien jaar oud was. Zij speelt rechtshandig en heeft een tweehandige backhand. Zij was actief in het proftennis van 1997 tot en met 2009.
Van 2000 tot en met 2009 was zij de nummer één van Ierland.

## Loopbaan

### Enkelspel
Liggan debuteerde in 1997 op het ITF-toernooi van El Salvador (San Salvador). Zij stond in 1999 voor het eerst in een finale, op het ITF-toernooi van Elvas (Portugal) – zij verloor van de Argentijnse Erica Krauth. In 2000 veroverde Liggan haar eerste titel, op het ITF-toernooi van Montreal (Canada), door de Amerikaanse Jennifer Embry te verslaan. In totaal won zij vier ITF-titels, de laatste in 2006 in Coimbra (Portugal).
In 2001 kwalificeerde Liggan zich voor het eerst voor een WTA-hoofdtoernooi, op het toernooi van Hawaï.
Haar hoogste notering op de WTA-ranglijst is de 181e plaats, die zij bereikte in september 2003.

### Dubbelspel
Liggan behaalde in het dubbelspel betere resultaten dan in het enkelspel. Zij debuteerde in 1997 op het ITF-toernooi van Guimarães (Portugal), samen met de Zwitserse Aliénor Tricerri. Zij stond later dat jaar voor het eerst in een finale, op het ITF-toernooi van Manaus (Brazilië), samen met de Duitse Caroline Germar – zij verloren van het duo Joanne Moore en Ximena Rodríguez. In 1998 veroverde Liggan haar eerste titel, op het ITF-toernooi van Périgueux (Frankrijk), samen met de Spaanse Paula García, door het Franse duo Samantha Schöffel en Stéphanie Testard te verslaan. In totaal won zij zeven ITF-titels, de laatste in 2006 in Clearwater (VS).
In 2000 speelde Liggan voor het eerst op een WTA-hoofdtoernooi, op het toernooi van Madrid, samen met de Spaanse Paula García. Zij stond in 2002 voor de enige keer in een WTA-finale, op het toernooi van Pattaya, samen met de Tsjechische Renata Voráčová – hier veroverde zij haar enige WTA-titel, door het Russische koppel Lina Krasnoroetskaja en Tatjana Panova te verslaan.
In 2003 had Liggan haar grandslamdebuut, op het Australian Open, samen met de Indonesische Angelique Widjaja. Ook speelde zij een keer op Wimbledon, in 2004 met de Spaanse Arantxa Parra Santonja aan haar zijde. In beide gevallen kwam zij niet voorbij de eerste ronde.
Haar hoogste notering op de WTA-ranglijst is de 113e plaats, die zij bereikte in september 2003.

### Tennis in teamverband
In de periode 1999–2008 maakte Liggan deel uit van het Ierse Fed Cup-team – zij behaalde daar een winst/verlies-balans van 24–14.

## Palmares
| Legenda                |
| ---------------------- |
| Grandslamtoernooi      |
| Olympische Spelen      |
| Year-End Championships |
| Tier I                 |
| Tier II                |
| Tier III               |
| Tier IV & V            |

### WTA-finaleplaatsen enkelspel
geen

### WTA-finaleplaatsen vrouwendubbelspel
| nr.              | finale     | toernooi    | ondergrond | partner         | tegenstandsters                     | score    |         |
| ---------------- | ---------- | ----------- | ---------- | --------------- | ----------------------------------- | -------- | ------- |
| gewonnen finales |            |             |            |                 |                                     |          |         |
| 1.               | 2002-11-10 | WTA Pattaya | hardcourt  | Renata Voráčová | Lina Krasnoroetskaja Tatjana Panova | 7-5, 7-6 | details |
| verloren finales |            |             |            |                 |                                     |          |         |
| geen             |            |             |            |                 |                                     |          |         |

## Resultaten grandslamtoernooien
| Legenda | Legenda                          |
| ------- | -------------------------------- |
| g.t.    | geen toernooi gehouden           |
| l.c.    | lagere categorie                 |
| –       | niet deelgenomen                 |
| G       | uitgeschakeld in de groepsfase   |
| 1R      | uitgeschakeld in de eerste ronde |
| 2R      | uitgeschakeld in de tweede ronde |
| 3R      | uitgeschakeld in de derde ronde  |
| 4R      | uitgeschakeld in de vierde ronde |
| KF      | uitgeschakeld in de kwartfinale  |
| HF      | uitgeschakeld in de halve finale |
| F       | de finale verloren               |
| W       | het toernooi gewonnen            |
| w-v     | winst/verlies-balans             |

### Enkelspel
geen deelname

### Vrouwendubbelspel
| toernooi        | 2003 | 2004 |
| --------------- | ---- | ---- |
| Australian Open | 1R   | –    |
| Roland Garros   | –    | –    |
| Wimbledon       | –    | 1R   |
| US Open         | –    | –    |